# Rhomphaea aculeata
Rhomphaea aculeata är en spindelart som beskrevs av Tamerlan Thorell 1898. Rhomphaea aculeata ingår i släktet Rhomphaea och familjen klotspindlar.
Artens utbredningsområde är Myanmar. Inga underarter finns listade i Catalogue of Life.